# 東経178度線
東経178度線（とうけい178どせん）は、本初子午線面から東へ178度の角度を成す経線である。北極点から北極海、アジア、太平洋、ニュージーランド、南極海、南極大陸を通過して南極点までを結ぶ。
東経178度線は、西経2度線と共に大円を形成する。

## 通過する地域一覧
東経178度線は、北極点から南極点まで南に向かって以下の場所を通っている。
| 地理座標                                               | 国土・領土・領海   | 備考 |
| ------------------------------------------------------ | ------------------ | --- |
| 北緯90度0分 東経178度0分 / 北緯90.000度 東経178.000度  | 北極海             | |
| 北緯72度0分 東経178度0分 / 北緯72.000度 東経178.000度  | 東シベリア海       | |
| 北緯69度28分 東経178度0分 / 北緯69.467度 東経178.000度 | ロシア             | |
| 北緯64度41分 東経178度0分 / 北緯64.683度 東経178.000度 | アナディリ川三角江 | |
| 北緯64度12分 東経178度0分 / 北緯64.200度 東経178.000度 | ロシア             | |
| 北緯62度32分 東経178度0分 / 北緯62.533度 東経178.000度 | ベーリング海       | セグラ島（英語版）（ アメリカ合衆国アラスカ州、北緯52度1分 東経178度5分 / 北緯52.017度 東経178.083度）の西を通過 |
| 北緯51度55分 東経178度0分 / 北緯51.917度 東経178.000度 | 太平洋             | |
| 南緯17度24分 東経178度0分 / 南緯17.400度 東経178.000度 | フィジー           | ビティレブ島 |
| 南緯18度15分 東経178度0分 / 南緯18.250度 東経178.000度 | 太平洋             | |
| 南緯18度22分 東経178度0分 / 南緯18.367度 東経178.000度 | フィジー           | ヤヌサ島（英語版）                                                                                               |
| 南緯18度23分 東経178度0分 / 南緯18.383度 東経178.000度 | 太平洋             | |
| 南緯19度6分 東経178度0分 / 南緯19.100度 東経178.000度  | フィジー           | カンダブ島 |
| 南緯19度9分 東経178度0分 / 南緯19.150度 東経178.000度  | 太平洋             | |
| 南緯37度32分 東経178度0分 / 南緯37.533度 東経178.000度 | ニュージーランド   | 北島 — ギズボーン（南緯38度39分 東経178度0分 / 南緯38.650度 東経178.000度）を通過                                |
| 南緯38度40分 東経178度0分 / 南緯38.667度 東経178.000度 | 太平洋             | |
| 南緯60度0分 東経178度0分 / 南緯60.000度 東経178.000度  | 南極海             | |
| 南緯78度4分 東経178度0分 / 南緯78.067度 東経178.000度  | 南極大陸           | ロス海属領 - ニュージーランドが領有権主張                                                                        |